# Ana Paula Vázquez
Ana Paula Vázquez (5 de outubro de 2000) é uma arqueira profissional mexicana.

## Carreira
Ela começou com o arco composto, mas depois de ganhar o ouro nas Olimpíadas Nacionais de 2014 mudou para o arco recurvo. Em 2021, na Copa do Mundo de Tiro com Arco, realizada na Guatemala, conquistou 680 dos 720 pontos possíveis no arco recurvo.
Na preparação para 2022, Vázquez sofreu uma lesão no ombro que teve de ser operada. Devido à recuperação, perdeu a oportunidade de participar dos Jogos Centro-Americanos e do Caribe e dos Jogos Pan-Americanos de 2023. Apesar da lesão, ele se classificou para Paris 2024 em março daquele ano na Seleção Nacional de 2024, disputada na Cidade do México. Já na competição olímpica, conquistou a medalha de bronze na competição por equipes ao lado de Ángela Ruiz e Alejandra Valencia.